# Ferrovia Lietzow-Binz
La ferrovia Lietzow-Binz è una linea ferroviaria tedesca, gestita dalla Deutsche Bahn.

## Caratteristiche

### Percorso
| Straight track |

| Station on track |

| Unknown route-map component "ABZgl" |

| Station on track |

| Stop on track |

| End station |